# Eclipse solar del 25 de noviembre de 2011

Tránsito del eclipse solar del 25 de noviembre de 2011

El 25 de noviembre de 2011 se produjo un eclipse solar parcial que fue visible en la Antártida, Sudáfrica, Nueva Zelanda y Tasmania.
Tuvo lugar entre las 04:23:14 GMT y las 08:17:16 GMT alcanzando su magnitud máxima del 0,9046 a las 06:21:24 GMT sobre el oeste de la Península Antártica.  
Fue el  último de los cuatro eclipses parciales del año 2011 y el octavo del siglo XXI.